# Rhene
Rhene is een geslacht van spinnen uit de familie springspinnen (Salticidae).

## Soorten
De volgende soorten zijn bij het geslacht ingedeeld:
- Rhene albigera (C. L. Koch, 1846)
- Rhene atrata (Karsch, 1881)
- Rhene banksi Peckham & Peckham, 1902
- Rhene biembolusa Song & Chai, 1991
- Rhene biguttata Peckham & Peckham, 1903
- Rhene brevipes (Thorell, 1891)
- Rhene bufo (Doleschall, 1859)
- Rhene callida Peckham & Peckham, 1895
- Rhene callosa (Peckham & Peckham, 1895)
- Rhene cancer Wesolowska & Cumming, 2008
- Rhene candida Fox, 1937
- Rhene capensis Strand, 1909
- Rhene citri (Sadana, 1991)
- Rhene cooperi Lessert, 1925
- Rhene curta Wesolowska & Tomasiewicz, 2008
- Rhene daitarensis Prószyński, 1992
- Rhene danieli Tikader, 1973
- Rhene darjeelingiana Prószyński, 1992
- Rhene decorata Tikader, 1977
- Rhene deplanata (Karsch, 1880)
- Rhene digitata Peng & Li, 2008
- Rhene facilis Wesolowska & Russell-Smith, 2000
- Rhene flavicomans Simon, 1902
- Rhene flavigera (C. L. Koch, 1846)
- Rhene foai Simon, 1902
- Rhene formosa Rollard & Wesolowska, 2002
- Rhene habahumpa Barrion & Litsinger, 1995
- Rhene haldanei Gajbe, 2004
- Rhene hinlalakea Barrion & Litsinger, 1995
- Rhene hirsuta (Thorell, 1877)
- Rhene indica Tikader, 1973
- Rhene ipis Fox, 1937
- Rhene jelskii (Taczanowski, 1871)
- Rhene khandalaensis Tikader, 1977
- Rhene konradi Wesolowska, 2009
- Rhene lesserti Berland & Millot, 1941
- Rhene leucomelas (Thorell, 1891)
- Rhene lingularis Haddad & Wesolowska, 2011
- Rhene machadoi Berland & Millot, 1941
- Rhene margarops (Thorell, 1877)
- Rhene modesta Caporiacco, 1941
- Rhene mordax (Thorell, 1890)
- Rhene mus (Simon, 1889)
- Rhene myunghwani Kim, 1996
- Rhene nigrita (C. L. Koch, 1846)
- Rhene obscura Wesolowska & van Harten, 2007
- Rhene pantharae Biswas & Biswas, 1992
- Rhene parvula Caporiacco, 1939
- Rhene phuntsholingensis Jastrzebski, 1997
- Rhene pinguis Wesolowska & Haddad, 2009
- Rhene plana (Schenkel, 1936)
- Rhene rubrigera (Thorell, 1887)
- Rhene saeva (Giebel, 1863)
- Rhene sanghrakshiti Gajbe, 2004
- Rhene setipes Żabka, 1985
- Rhene spuridens Strand, 1907
- Rhene sulfurea (Simon, 1886)
- Rhene triapophyses Peng, 1995